# Pavel z Krnova

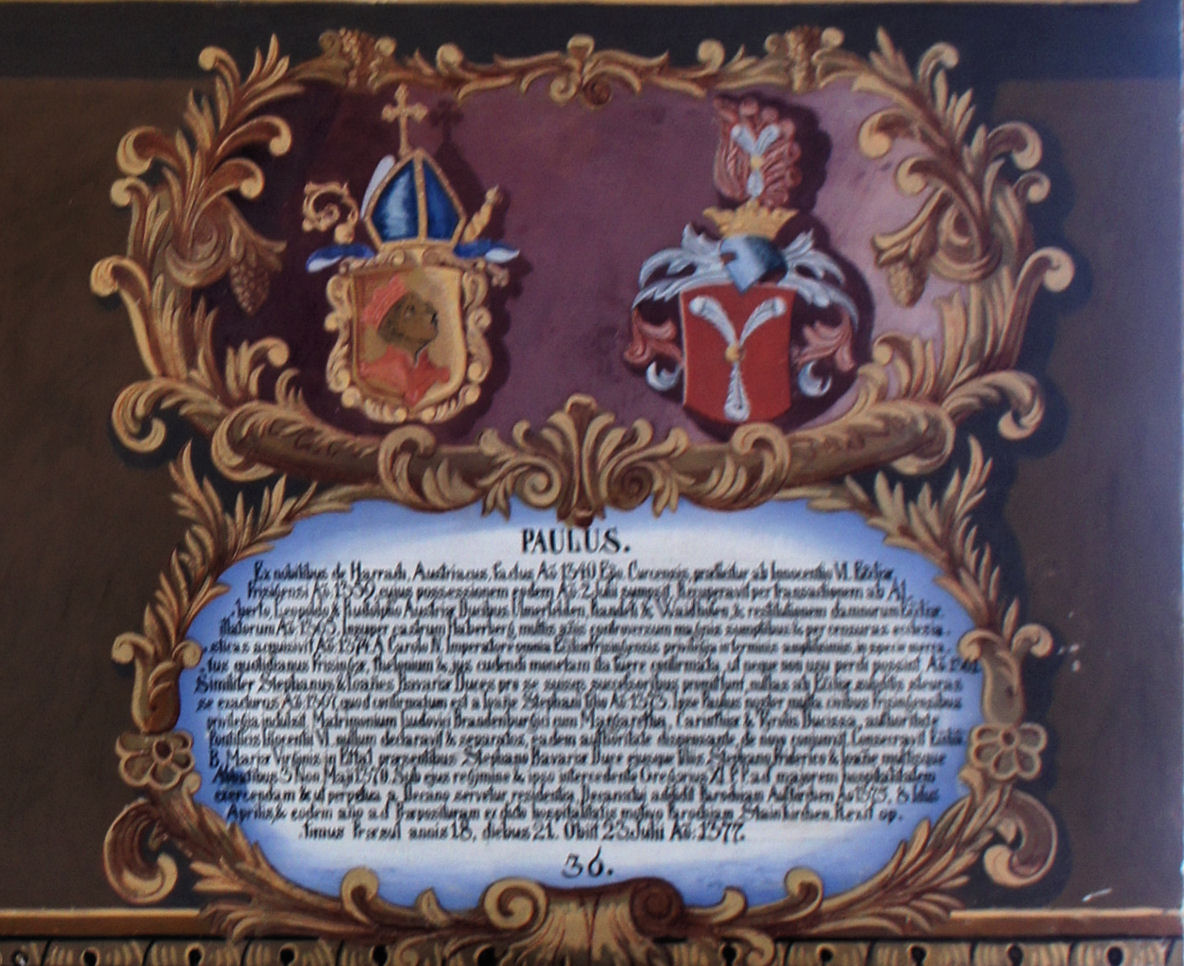
Heraldický štít Pavla z Krnova, v knížecí chodbě biskupské rezidence ve Freisingu

Pavel z Krnova (také Paul von Harrach,  * pravděpodobně v Krnově, † mezi 23. – 31. červencem 1377, Freising nebo jinde na území Rakouska) byl v letech 1352 – 1359 knížetem-biskupem v Gurku a od roku 1359 do 1377 biskupem ve Freisingu.

## Životopis
Informace o původu biskupa Pavla jsou v literatuře protichůdné. Podle některých zdrojů pocházel z česko-rakouské šlechtické rodiny Harrachů a jeho rodiči byli Theoderich z Harrachu, syn Přibyslava z Harrachu a jeho první manželka Kunhuta, jejíž původ není znám. Podle jiných údajů pocházel ze slezské rytířské rodiny, která pocházela z oblasti Krnova. Podle tohoto zdroje byl Pavlovým otcem Petr z Krnova a Lobenštejna (měl syny Bota, Mikuláše a Otta). Byl příznivcem minoritského řádu v Krnově, hradil a pomáhal organizovat řádovou provinční kapitulu v blízké Opavě v roce 1347.
Pavel z Krnova byl jako kaplan na dvoře české královny Anny Falcké titulován iuris peritus, studoval tedy pravděpodobně práva. Od roku 1350 byl vyslancem uherského krále Ludvíka I. Velikého u papeže Klementa VI. v Avignonu. Tato protekce mu údajně zajistila v roce 1351 místo kanovníka v Ostřihomi a arcijáhna v Nitře. Stal se také kanovníkem ve Vratislavi, farářem v Reisbachu poblíž Řezna a proboštem v Höglwörthu v Horním Bavorsku. Od 22. května 1351 se připomíná s titulem magistr, pravděpodobně tedy dokončil univerzitní studia.
Po smrti gurského biskupa Oldřicha II. z Wildhausu v roce 1351 vyvstaly spory mezi papežem a salcburským arcibiskupem Ortolfem z Weissenecku. Z podnětu uherského krále Ludvíka I. Velikého jmenoval papež Klement VI. Pavla z Krnova biskupem v korutanském Gurku 24. října 1351 poté, co si úřad zaplatil.
Biskupu Pavlovi byly svěřeny důležité papežské diplomatické mise. Mimo jiné byl vyslán ukončit spor mezi markrabětem Janem Jindřichem a rakouským vévodou Albrechtem II. Moudrým jako nuncius apoštolské stolice. Společně s rakouským vévodou Rudolfem IV. zprostředkoval vyjednávání ve sporu mezi Ludvíkem V. Braniborským a papežem Inocencem VI. Biskupství v Gurku zanechal zadlužené.
Na základě přímluvy císaře Karla IV. se v roce 1359 Pavel přesunul do Freisingu. Vyjednával o navrácení panství přivlastněného místním klášterem, tento spor řešil s papeži a rakouskými vévody. Z důvodu vysokého zadlužení panství postoupil podíl na mýtném mostu v Mnichově. V roce 1365 posvětil nejstarší farní kostel sv. Petra v Mnichově a v roce 1370 klášterní kostel v Ettalu.
Kníže-biskup Pavel z Krnova zemřel 31. července 1377 po 18 letech vlády. Také údaje o místě jeho úmrtí a pohřbu jsou protichůdné. Zemřel buď ve Freisingu, nebo jinde v Rakousku a jeho tělo bylo pohřbeno buď ve freisinské katedrále Panny Marie a svatého Korbiniána, nebo v Gaminské kartouze.